# Грейвс (окръг, Кентъки)
Окръг Грейвс (на английски: Graves County) е окръг в щата Кентъки, Съединени американски щати. Площта му е 1440 km², а населението - 37 028 души (2000). Административен център е град Мейфийлд.